# Explosión en Humberto Vidal

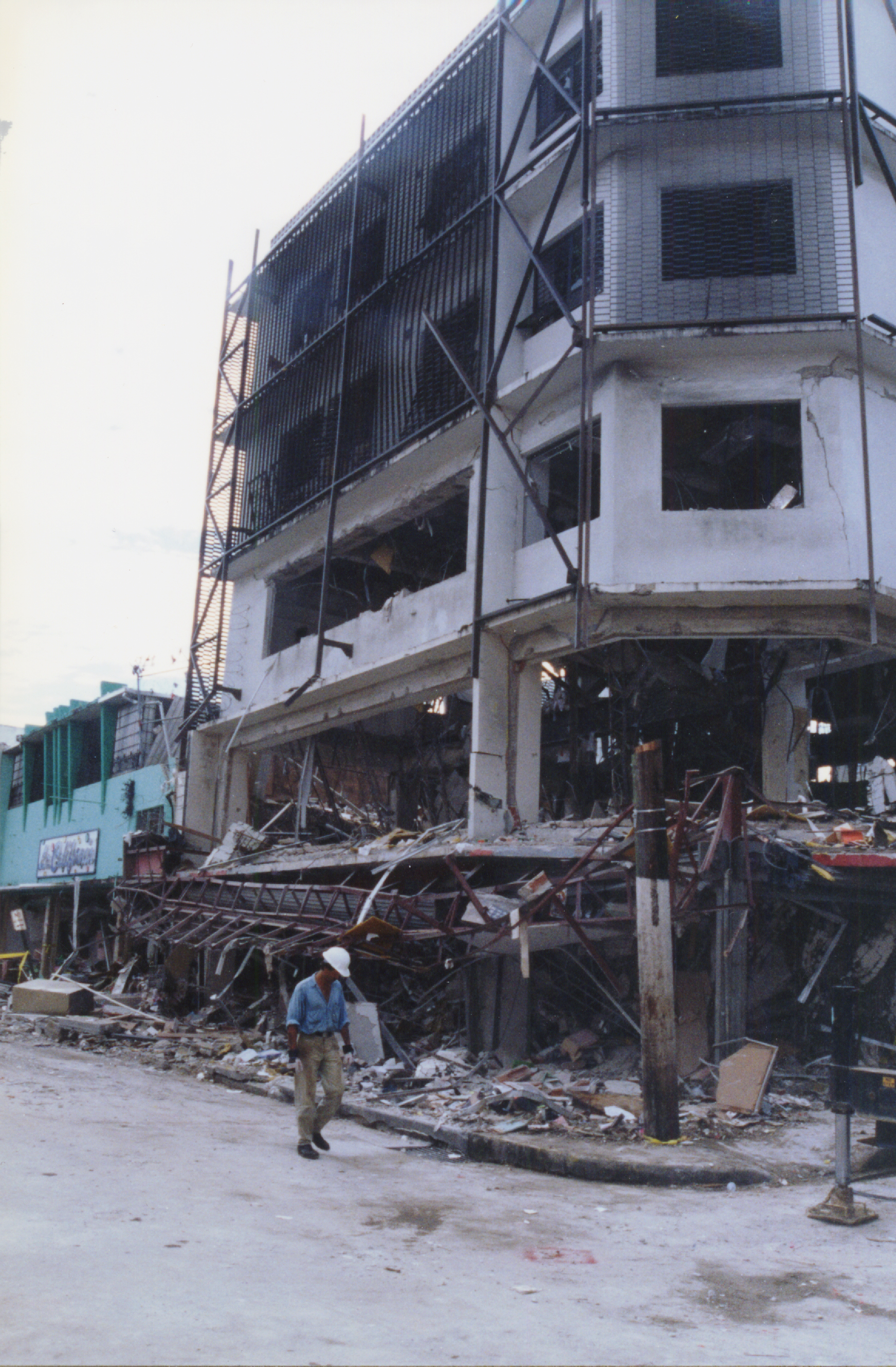
Vista del edificio luego de la explosión

La explosión en Humberto Vidal fue una explosión de gas en la tienda de zapatos Humberto Vidal, localizada en el área de Río Piedras en San Juan, Puerto Rico, dejó 33 personas muertas y otras 69 heridas cuando el edificio de cinco pisos colapso el 21 de noviembre de 1996. Se especula que las causas probables de la explosión se debieron a una negligencia y carencia de entrenamiento de los empleados y supervisores de la compañía de gas con el nombre de San Juan Gas Company. Es considerado como uno de los peores desastres de la isla. 

## Explosión
La explosión ocurrió cercas de las 8:35 de la mañana el martes 21 de noviembre de 1996 en medio de un bullicioso centro comercial de Río Piedras. La construcción de seis pisos que albergaba tiendas de zapatos, joyería y de música así como las oficinas centrales de Centro Comercial Humberto Vidal fueron literalmente destrozados y más tarde demolidos.
La teoría inmediata fue que el origen de la explosión era por una bomba colocada por paramilitares clandestinos como un acto de subversión o atentado terrorista. Pero no hubo rastros de elementos explosivos ni se encontraron materiales flamables o incendiarios, que pudieran haber sido utilizados.
El presidente de los Estados Unidos, Bill Clinton, declaró como zona de desastre y se ayudó a las víctimas con recursos federales incluyendo the assistance of the National Transportation Safety Board (NTSB), la cual inició la investigación. La Compañía de Gas de San Juan, propiedad de Enron Corporation, rechazó su responsabilidad mencionando que ellos no suministraban el servicio de gas al edificio en el momento de la explosión.

## Víctimas
La explosión mató a 33 personas y lesionó a 69. Muchas de las víctimas estaban dentro de los edificios en el momento de la explosión, pero otras estaban en las calles alrededor de la edificación. Después de la explosión, los cuerpos de las víctimas fueron colocados en el pavimento, enfrente y cerca de la Iglesia La Milagrosa, donde el Cardenal Luis Aponte Martínez aplicó los ritos religiosos finales. "Hay partes de cuerpos diseminados en las calle, torsos, huesos, automóviles siniestrados contra la construcción" comentarios realizados por el Jefe de la Policía Pedro Toledo Juan. Los dueños de la tienda de zapatos, informaron que habían reportado una fuga de gas a la compañía gasera durante varios días antes de la explosión.

## Investigaciones
La investigación realizada por la NTSB reveló que varias personas habían reportado la fuga de gas de la edificación en días previos a la explosión, un mal olor en el sótano de los almacenes, que no tenía suministro de gas, pero muy cerca había una línea que podría ser la culpable. Esto se descubrió como un tubo que sostenía gas propano, que es más pesado que el oxígeno. 6 años antes, una instalación de agua había sido colocada abajo. Se encontraron con la tubería de la compañía gasera y rellenaron el hueco con nueva tierra. Esta tierra no estaba compactada y albergaba la tubería entremedio. Con el paso de los años, el paso de vehículos y demás agentes externos compacto la tierra y agregó presión a este nivel. La tubería de gas al no tener ningún apoyo por debajo y sufrir una presión elevada por encima, acabó fracturandose y causando la fuga de propano.
La explosión de gas fue el detonante para que otras tuberías del sótano migraran alrededor, originado el olor fétido. Los técnicos de la compañía de gas, no fueron capaces de detectar el gas, antes de la explosión. Los investigadores descubrieron que agujeros utilizados para la detección del gas bajo tierra fueron de 46 cm (18 pulgadas) de profundidad cuando debieron de ser de 120 centímetros (47 pulgadas). Con estas medidas el gas no podía haber sido detectado. Pero el error garrafal detectado ocurrió cuando se revisó el equipo técnico en la construcción en la salida del aire fresco requerido, causando una falla para la detección del gas. La ignición se encontró con aire, condición que origina falla del switch.

## Negligencia de la Compañía de Gas
Los inspectores de San Juan Gas fallaron al identificar un escape de gas propano proveniente de una tubería, y los empleados de la compañía que recibieron reportes telefónicos sobre fuertes olores a gas no proveyeron el seguimiento adecuado a los que llamaron, y fallaron en seguir los reportes con inspecciones adecuadas. Actualmente en el área donde ocurrió la explosión existe un mural como modo de recordación de las personas fallecidas. San Juan Gas Company negó con vehemencia su responsabilidad y sugirió que la explosión pudo haber sido causada por gas de alcantarillado. [ cita requerida ] Sin embargo, el gas de alcantarillado más ligero que el aire se acumula en el techo, mientras que el propano se acumula en el suelo. La investigación mostró que los zapatos almacenados fueron arrojados por la explosión, lo que significa que el combustible tenía que estar al nivel del suelo. Una viga doblada hacia arriba también fue crucial para determinar que la explosión había venido de abajo. [ cita requerida ]

## Dramatización
El desastre fue examinado en el episodio "Explosión de gas en Puerto Rico " en la serie de documentales Segundos catastróficos del canal de televisión National Geographic.